# Robert J. Bronner
Pour les articles homonymes, voir Bronner.
Robert J. Bronner (parfois crédité Robert Bronner), né le 16 juin 1907 à New York (État de New York), mort le 9 septembre 1969 à Los Angeles (Californie), est un directeur de la photographie américain, membre de l'ASC.

## Biographie
Au cinéma (principalement au sein de la Metro-Goldwyn-Mayer), Robert J. Bronner débute comme deuxième assistant opérateur sur deux films sortis en 1935, dont Imprudente Jeunesse de Victor Fleming. Il est premier assistant opérateur sur Ziegfeld Follies de Vincente Minnelli, George Sidney et autres (1946), et ensuite cadreur, depuis L'Enjeu de Frank Capra (1948) jusqu'à Tous en scène de Minnelli (1953).
Enfin, de 1955 à 1964, il est chef opérateur sur vingt-deux films américains, dont La Belle de Moscou de Rouben Mamoulian (1957, avec Fred Astaire et Cyd Charisse), Traquenard de Nicholas Ray (1958, avec Robert Taylor et Cyd Charisse), ou encore Milliardaire pour un jour de Frank Capra (1961, avec Glenn Ford et Bette Davis).
À la télévision, entre 1956 et 1968, Robert J. Bronner est directeur de la photographie sur quatre séries, dont Voyage au fond des mers (quarante-huit épisodes, 1966-1968).

## Filmographie complète

### Au cinéma
Comme deuxième assistant opérateur
- 1935 : Baby Face Harrington de Raoul Walsh
- 1935 : Imprudente Jeunesse (Reckless) de Victor Fleming
- 1944 : Le Chant du Missouri (Meet Me in St. Louis) de Vincente Minnelli

Comme premier assistant opérateur
- 1945 : Ziegfeld Follies, segment When Television comes de George Sidney

Comme cadreur
- 1948 : L'Enjeu (State of the Union) de Frank Capra
- 1949 : Passion fatale (The Great Sinner) de Robert Siodmak
- 1950 : Une rousse obstinée (The Reformer and the Redhead) de Melvin Frank et Norman Panama
- 1953 : Tous en scène (The Band Wagon) de Vincente Minnelli

Comme directeur de la photographie

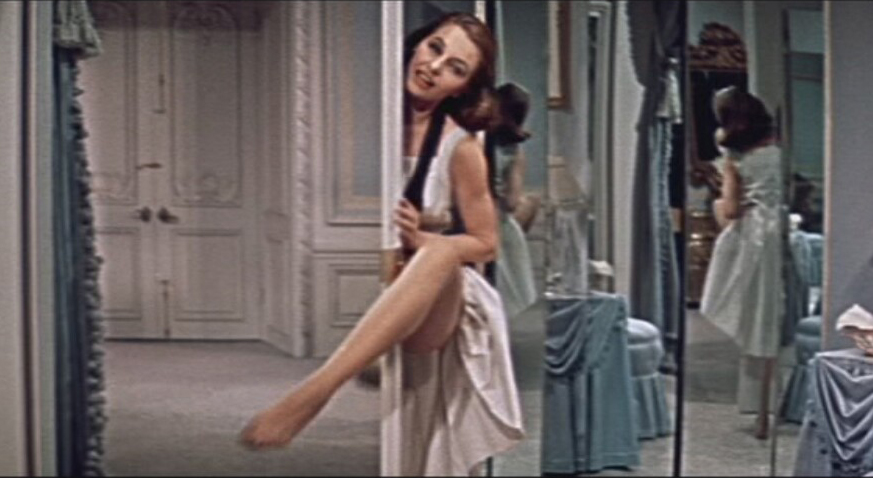
Cyd Charisse, dans La Belle de Moscou (1957)

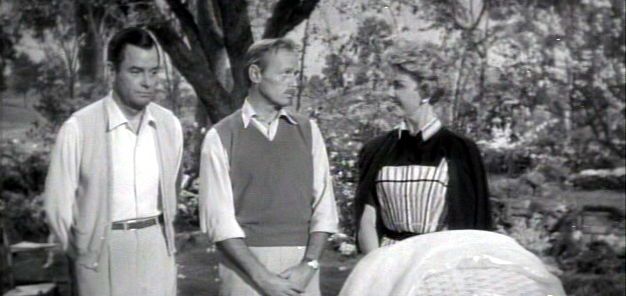
De g. à d. : Gig Young, Richard Widmark et Doris Day, dans Le Père malgré lui (1958)

- 1955 : Beau fixe sur New York (It's always Fair Weather) de Stanley Donen et Gene Kelly
- 1956 : Viva Las Vegas (Meet Me in Las Vegas) de Roy Rowland
- 1956 : The Opposite Sex de David Miller
- 1957 : Dix mille chambres à coucher (Ten Thousand Bedrooms) de Richard Thorpe
- 1957 : La Belle de Moscou (Silk Stockings) de Rouben Mamoulian
- 1957 : Le Rock du bagne (Jailhouse Rock) de Richard Thorpe
- 1957 : Prenez garde à la flotte (Don't go near the Water) de Charles Walters
- 1958 : Le Père malgré lui (The Tunnel of Love) de Gene Kelly
- 1958 : La Vallée de la poudre (The Sheepman) de George Marshall
- 1958 : Traquenard (Party Girl) de Nicholas Ray
- 1959 : Tout commença par un baiser (It started with a Kiss) de George Marshall
- 1959 : Une fille très avertie (Ask Any Girl) de Charles Walters
- 1959 : Comment dénicher un mari (The Mating Game) de George Marshall
- 1960 : Ces folles de filles d'Ève (When the Boys are) d'Henry Levin
- 1960 : Ne mangez pas les marguerites (Please don't eat the Daisies) de Charles Walters
- 1961 : Gidget Goes Hawaiian de Paul Wendkos
- 1961 : Milliardaire pour un jour (Pocketful of Miracles) de Frank Capra
- 1962 : La Guerre en dentelles (The Horizontal Lieutenant) de Richard Thorpe
- 1963 : Gidget Goes to Rome de Paul Wendkos
- 1964 : The Confession de William Dieterle
- 1964 : Le Cirque du docteur Lao (7 Faces of Dr. Lao) de George Pal
- 1964 : Honeymoon Hotel d'Henry Levin

Prises de vues additionnelles
- 1966 : Trois sur un sofa (Three on a Couch) de Jerry Lewis

### À la télévision
Séries, comme directeur de la photographie
- 1956 : MGM Parade, Saison 1, épisode 26 (sans titre)
- 1957 : Monsieur et Madame détective (The Thin Man), Saison 1, épisode 9 Fatal Cliche
- 1966 : Sur la piste du crime (The F.B.I.), Saison 1, épisode 21 The Spy-Master de Richard Donner et épisode 23 Flight to Harbin de Don Medford et Christian Nyby ; Saison 2, épisode 4 The Cave-In de Paul Wendkos
- 1966-1968 : Voyage au fond des mers (Voyage to the Bottom of the Sea), Saisons 3 et 4, 48 épisodes